# Родионово-Несветайское сельское поселение
Родионово-Несветайское сельское поселение — муниципальное образование в Родионово-Несветайском районе Ростовской области.
Административный центр поселения — слобода Родионово-Несветайская.

## Административное устройство
В состав Родионово-Несветайского сельского поселения входят:
- слобода Родионово-Несветайская
- хутор Авилов
- хутор Большой Должик
- хутор Веселый
- хутор Калиновка
- хутор Новоегоровка
- хутор Павленков

## Население
| 2010  | 2012  | 2013  | 2014  | 2015  | 2016  | 2017  |
| ----- | ----- | ----- | ----- | ----- | ----- | ----- |
| 8381  | ↘8298 | ↗8350 | ↗8394 | ↘8370 | ↘8267 | ↘8227 |
| 2018  | 2019  | 2020  | 2021  |       |       |       |
| ↘8176 | ↘8114 | ↘8096 | ↘8077 |       |       |       |